# Москва сльозам не вірить
«Москва сльозам не вірить» (рос. «Москва слезам не верит») — російський радянський художній фільм 1979 року режисера Володимира Меньшова. Лідер прокату 1980 року в СРСР (близько 90 млн глядачів). Фільм отримав премію «Оскар» у номінації «найкращий фільм іноземною мовою».

## Сюжет
Москва. Середина 1950-х. З глухої провінції на пошук своєї долі в столицю приїжджають три молоді дівчини: Катерина, Людмила та Антоніна. Їх мрії в чомусь сходяться, адже всі вони в душі бажають знайти хорошу роботу і свого обранця. Але життя суворо розставляє все на свої місця, і в результаті не всі отримують те, про що мріяли.
Антоніна влаштовується на роботу і працює малярем, а згодом виходить заміж за робітника-москвича.
Людмила, самовпевнена модниця, що працює на хлібзаводі, вважає Москву лотереєю, в якій вона обов'язково виграє, і тому заміж вона планує вийти як мінімум за багатого та знаменитого москвича. Пізніше вона вийде заміж за відомого хокеїста.
Катерина працює слюсарем на заводі і одночасно вчиться. Разом з Людмилою розіграє авантюру, а саме: видає себе за дочку багатих москвичів. Вона закохується у телеоператора, і вагітніє від нього, але він, коли дізнається, що вона не багатійка — кидає її.
Проходить 20 років. За цей час Антоніна народжує трьох дітей. Чоловік Людмили не витримує тягаря слави і спивається. А Катерина одна ростить дочку і працює директором великого московського підприємства.
Тепер вона сорокарічна «залізна леді», але як і раніше мріє про кохання. Зрештою любов приходить до неї в образі привабливого слюсаря Гоші. Але коли коханий чоловік дізнається про те, що Катерина — директор, а для нього є неприйнятним, що жінка вище нього за соціальним статусом, він іде від неї… У цей же час на горизонті з'являється колишній коханий Катерини телеоператор, який висуває права на вже дорослу дочку…

## У головних ролях
| Актор           | Роль                                     |
| --------------- | ---------------------------------------- |
| Віра Алентова   | Катерина Олександрівна Тихомирова (Катя) |
| Олексій Баталов | Георгій Іванович (Гоша, Гога)            |
| Ірина Муравйова | Людмила Свиридова (Люда)                 |
| Раїса Рязанова  | Антоніна Буянова (Тоня)                  |
| Юрій Васильєв   | Родіон Рачков (Рудольф)                  |
| Олег Табаков    | коханець Катерини (Володя)               |
| Борис Сморчков  | Микола (чоловік Тоні)                    |

## Знімальна група
- Автор сценарію: Валентин Черних
- Режисер-постановник: Володимир Меньшов
- Оператор-постановник: Ігор Слабневич
- Художник-постановник: Саїд Меняльників
- Художник по костюмах: Жанна Мелконян
- Звукооператор: Марк Бронштейн
- Диригент: Емін Хачатурян
- Монтаж: Олена Михайлова
- Редактор: Любов Циціна
- Директор картини: Віталій Богуславський

## Пісні
- У виконанні Сергія Нікітіна і Тетяни Нікітіної:
  - «Олександра» (музика С. Нікітіна, слова Дмитро Сухарєва і Ю. Візбора))
  - «Діалог у новорічної ялинки» (музика С. Нікітіна, слова Ю. Левітанського)